# Спаргеј
Спаргеј је у грчкој митологији био кентаур.

## Етимологија
Његово име из је изведено од грчке речи sparganon, што би значило пелене.

## Митологија
Према Нону, био је један од рогатих кентаура.